# Grace Under Pressure Tour
Grace Under Pressure Tour es un álbum en directo de la banda canadiense de rock progresivo Rush, publicado primeramene como parte de la caja recopilatoria Rush Replay X 3. Es la banda sonora del vídeo del mismo título, lanzado en VHS y Laserdisc, y remasterizado par la versión en DVD. Grace Under Pressure Tour incluye canciones grabadas en directo de los discos Rush, 2112, A Farewell to Kings, Permanent Waves, Moving Pictures, Signals y Grace Under Pressure. La edición limitada de Rush Replay X 3 vendido exclusivamente por Best Buy contiene cuatro pistas adicionales: «Limelight» del vídeo de Exit...Stage Left, «Closer to the Heart» grabado durante la gira de Moving Pictures y «The Spirit of Radio» y «Tom Sawyer» de la banda sonora del vídeo A Show of Hands. La versión en CD de Grace Under Pressure Tour se publicó el 11 de agosto de 2009

## Lista de canciones
1. "Intro"
2. "The Spirit of Radio"
3. "The Enemy Within"
4. "The Weapon"
5. "Witch Hunt"
6. "New World Man"
7. "Distant Early Warning"
8. "Red Sector A"
9. "Closer to the Heart"
10. "YYZ/2112: Temples Of Syrinx/Tom Sawyer"
11. "Vital Signs"
12. "Finding My Way/In The Mood"
13. "Limelight" (bonus track)
14. "Closer to the Heart" (pista adicional)
15. "The Spirit of Radio" (pista adicional)
16. "Tom Sawyer" (pista adicional)

(Nota:  Pistas de 13 a 16 solo aparecen en la edición limitada de Rush Replay X 3 vendido en BestBuy en 2006 en DVD. No aparecen en la versión CD de 2009.)